# Robert Zajonc
Robert Bolesław Zajonc (ur. 23 listopada 1923 w Łodzi, zm. 3 grudnia 2008 w Stanford, Kalifornia) – amerykański psycholog społeczny polskiego pochodzenia. Uważany za jednego z twórców nowoczesnej psychologii społecznej. Przez ponad 50 lat prowadził badania nad związkami pomiędzy procesami emocjonalnymi i procesami poznawczymi – m.in. nad zależnością kolejności urodzenia dziecka w rodzinie a jego poziomem IQ, związkiem pomiędzy myślą a uczuciem, psychologią a fizjologią organizmu człowieka.

## Życiorys
Studiował we Francji i w USA. Od 1956 do 1994 był profesorem Uniwersytetu Michigan w Ann Arbor, gdzie wcześniej doktoryzował się w 1955; od 1994 pracował jako profesor psychologii na Uniwersytecie Stanforda. Zajmował się głównie badaniem związków pomiędzy procesami emocjonalnymi i procesami poznawczymi.
W 1989 otrzymał tytuł doktora honoris causa Uniwersytetu Warszawskiego. Był członkiem zagranicznym Polskiej Akademii Nauk.

## Publikacje
- Zajonc, R.B.: Social psychology: An experimental approach. California: Brooks/Cole (1980)
- Publikacje R.B. Zajonca